# Sportclub Wiener Neustadt
Lo Sportclub Wiener Neustadt, spesso abbreviato in SC Wr. Neustadt, è una società calcistica austriaca con sede a Wiener Neustadt, in Bassa Austria.
Ha vinto la seconda divisione del campionato nazionale, la Erste Liga, nella stagione 2008-2009, ottenendo la promozione in Bundesliga per la prima volta nella storia.

## Storia

### Fondazione e promozione in Bundesliga
La squadra nacque nel 2008, quando la società Magna International rilevò la licenza dello Schwanenstadt, fallito durante la pausa invernale della Erste Liga 2007-2008, terminando poi il campionato al 7º posto.
Grazie a questo risultato il nuovo club, denominato inizialmente FC Magna Wiener Neustadt, si è iscritto alla Erste Liga 2008-2009, debuttando il 12 luglio 2008 contro il Wacker Innsbruck con una sconfitta per 0-3. Malgrado un simile inizio, la squadra allenata dall'ex-nazionale austriaco Helmut Kraft non ha più perso un colpo, raggiungendo la semifinale di ÖFB-Cup, persa solo per 0-1 dall'Austria Vienna e conquistando la promozione in Bundesliga, arrivata con una giornata d'anticipo, grazie alla vittoria per 4-1 sul St. Pölten, dopo un lungo duello con l'Admira Wacker Mödling.

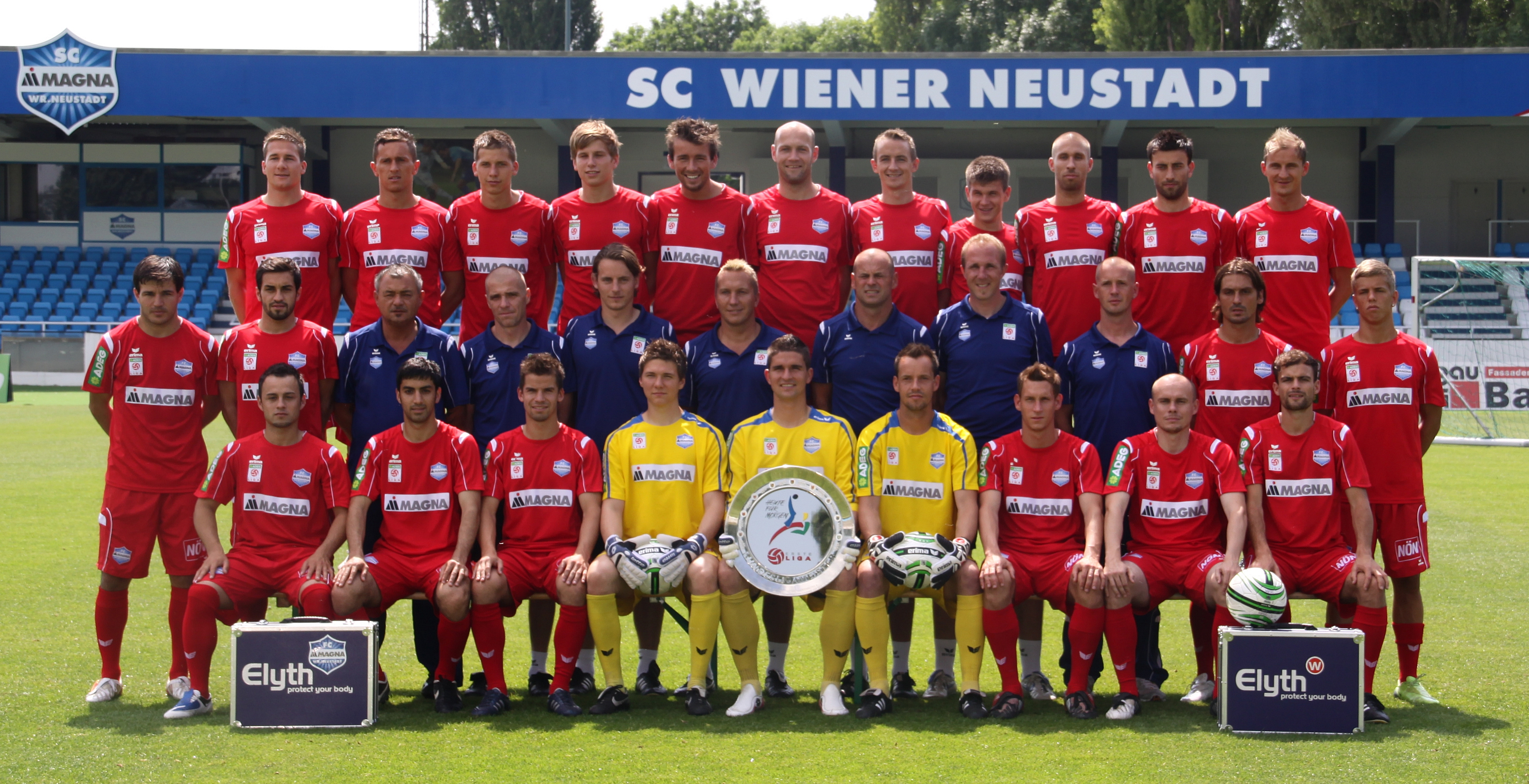
La squadra vincitrice della Erste Liga 2008-2009

A stagione in corso il club ha assunto la denominazione di Sportclub Magna Wiener Neustadt, cambiata poi nell'attuale al momento di formalizzare l'iscrizione alla Bundesliga 2009-2010. Il cambio di denominazione riflette l'effettiva fusione con lo storico 1. Wiener Neustädter Sportclub, fondato nel 1908 e protagonista di ben otto stagioni in massima divisione nel passato, oltre che di una finale di ÖFB-Cup e di un titolo nazionale dilettanti.
La "nuova" squadra ha unificato così le forze calcistiche cittadine, restituendo nuovo vigore ai colori biancoblu, dopo anni di militanza nei campionati minori.
Il 19 maggio 2008 Frank Stronach, fondatore della stessa Magna, viene eletto presidente del club.

### La finale di coppa e il disimpegno di Stronach
Nella sua prima stagione in Bundesliga (2009-2010) il club ottiene il 5º posto finale. Raggiunge la finale di ÖFB-Cup ma, il 16 maggio a Klagenfurt, perde 1-0 contro lo Sturm Graz. In quell'edizione Mensur Kurtiši si laurea capocannoniere della ÖFB-Cup, sebbene in coabitazione con altri 5 giocatori.
Alla fine della stagione 2010-2011, chiusa al 7º posto, la Magna annuncia il proprio disimpegno dal club. Stronach lascia il posto di presidente il 21 febbraio 2011, sostituito dal vice Manfred Rottensteiner.
Il Wiener Neustadt, pur privo di sponsorizzazione, conclude la stagione 2011-2012 al 9º posto, ottenendo la permanenza in Bundesliga.

### Retrocessione in Erste Liga
Conclude la stagione 2014-2015 all'ultimo posto (10°) retrocedendo in Erste Liga.

## Strutture

### Stadio
Il club gioca le partite casalinghe al Wiener Neustädter Stadion, in grado di ospitare 7.036 spettatori. L'impianto è stato inaugurato nel 1955 e più volte ristrutturato nel corso degli anni; nel 2008 ha subito vasti lavori di rimodernamento per poter ospitare partite di Bundesliga, per un costo complessivo di 1.200.000 euro..

### Centro sportivo
Dal 2009 il Wiener Neustadt si allena nel centro sportivo VIVA, a Steinbrunn.

## Allenatori
- 2008-2009  Helmut Kraft
- 2009-2011  Peter Schöttel
- 2011-  Peter Stöger

## Palmarès

### Competizioni nazionali
- Campionato di Erste Liga: 1

2008-2009

### Altri piazzamenti
- Coppa d'Austria:

Finalista: 2009-2010
Semifinalista: 2008-2009
- Erste Liga:

Terzo posto: 2017-2018

## Rosa 2016-2017
| N. |                    | Ruolo | Calciatore       |
| -- | ------------------ | ----- | ---------------- |
| 1  | Austria (bandiera) | P     | Thomas Kofler    |
| 5  | Austria (bandiera) | D     | Eric Schmutzer   |
| 6  | Austria (bandiera) | C     | Markus Rusek     |
| 7  | Austria (bandiera) | C     | David Harrer     |
| 8  | Austria (bandiera) | C     | Sandro Djurić    |
| 9  | Austria (bandiera) | A     | Bernd Gschweidl  |
| 10 | Austria (bandiera) | A     | Thomas Gosweiner |
| 11 | Austria (bandiera) | A     | Christian Berger |
| 13 | Austria (bandiera) | C     | Sargon Duran     |
| 14 | Austria (bandiera) | C     | Thomas Kindig    |
| 15 | Austria (bandiera) | D     | Remo Mally       |
| 16 | Austria (bandiera) | D     | Andreas Schicker |

| N. |                    | Ruolo | Calciatore         |
| -- | ------------------ | ----- | ------------------ |
| 18 | Austria (bandiera) | C     | Florian Sittsam    |
| 19 | Austria (bandiera) | A     | Daniel Maderner    |
| 20 | Austria (bandiera) | C     | Manfred Fischer    |
| 21 | Austria (bandiera) | A     | Manuel Schwarz     |
| 22 | Austria (bandiera) | D     | Mario Ebenhofer    |
| 23 | Austria (bandiera) | D     | Andreas Pfingstner |
| 24 | Austria (bandiera) | C     | Jürgen Bauer       |
| 25 | Austria (bandiera) | D     | Mirza Jatić        |
| 27 | Austria (bandiera) | P     | Domenik Schierl    |
| 28 | Austria (bandiera) | A     | Mario Stefel       |
| 29 | Austria (bandiera) | D     | Philipp Hütter     |
| 31 | Austria (bandiera) | C     | Robin Freiberger   |
| 33 | Austria (bandiera) | P     | Stefan Schuller    |

## Stagioni passate
- 2010-2011
- 2014-2015
- 2015-2016